# تدريب قائم على الفنون
التدريب القائم على الفنون هو شكل من أشكال تدريب الموظفين.

## السياق الذي يتناول التدريب والتطوير القائم على الفنون في أماكن العمل
شهدت السنوات الأخيرة زيادةً ملحوظة في استخدام برامج الفنون من قِبل الشركات في محاولة لتلبية مجموعة عريضة من الاحتياجات الهادفة إلى تدريب الموظفين وإحداث تطور تنظيمي. ففي الولايات المتحدة وحدها، عكفت 400 شركة من أصل 500 شركة مدرجة أسماؤهم في مجلة فورشن فضلًا عن عدد لا يُحصى من الشركات الأصغر على استخدام نظام التدريب القائم على الفنون في ورش عمل تشاركية، وبرامج تدريبية قائمة على المهارات، والاستشارات العملية مع وحدات الأعمال، والتدريب الفردي والجماعي، ودراسات الحالة التي يتم إجراؤها عمليًا، والعروض العملية/المحاضرات التي يتم إلقاؤها في مؤتمرات تنمية المهارات القيادية. فتستخدم الشركات البرامج المتعددة هذه لدعم التفكير الإبداعي، وتعزيز تطوير نماذج القيادة الحديثة، وتطوير مهارات الموظف في مجالات هامة كالتعاون وتسوية النزاعات وإدارة التغيير والعروض التقديمية/الأداء أمام الجمهور والتواصل بين الثقافات. ويمثل الاتجاه نحو تطبيق مثل هذه البرامج تحولًا كبيرًا في الحدود التي كانت تقوم بتعريف الخبرات المتعلقة بعالم الأعمال بطريقة تقليدية - ذلك التحول الذي أثمرت عنه تغيرات تكنولوجية واجتماعية قوية عملت على تغيير ثقافة الأعمال على مدار العقد الماضي.
يمكن تعريف التدريب القائم على الفنون باعتباره عملية يتم من خلالها ممارسة التدريب الذي يهدف إلى تطوير إمكانيات الموظفين أو طاقم العمل (كالتدريب على كيفية بناء فريق عمل ومهارات الاتصال/الاستماع) باستخدام الفنون (الموسيقى والفنون البصرية والدراما وما إلى ذلك). ويُستخدم نظام التدريب هذا في العديد من قطاعات الأعمال التجارية بدءًا من المحامين والمؤسسات القانونية، وحتى المجالس المحلية والمنظمات المجتمعية. في المملكة المتحدة تم البدء في استخدام نظام التدريب هذا في تسعينيات القرن العشرين، وبخاصة في لندن، والآن أصبح منتشرًا في جميع أنحاء الدولة. أما في الولايات المتحدة، فتعتبر المؤسسات المتخصصة في الفنون مثل أوركسترا غرفة أورفيوس ومسرح المدينة الثاني، جنبًا إلى جنب مع الممارسين الفرديين كالفنان البصري تود سيلر وممارس موسيقى الجاز مايكل جولد من الجهات الرائدة في هذا المجال في نفس تلك الفترة تقريبًا. وفي السنوات الأخيرة، بدأت المؤسسات من جميع أنحاء العالم اعتماد التدريب القائم على الفنون.

## دمج الفنون في الأعمال التجارية ظاهرة آخذة في الانتشار في جميع أنحاء العالم
لقد كانت لوت دارسي، مؤلفة كتاب الابتكار الماهر: حكايات تعليمية عن الأعمال التجارية القائمة على الفنون (Artful Creation: Learning-Tales of Arts-in-Business) أول من خلطت بين الأعمال التجارية والفنون في أوروبا وأمريكا الشمالية. ومن الأسئلة الرئيسية المطروحة في بحثها ما يلي: «ما هي الطرق التي يمكن للأعمال التجارية من خلالها الاستفادة من الفنون؟»، و«ما الذي يمكن أن تكتسبه؟»، و«ما هو نوع التعلم الذي يمكن تحصيله؟». لقد اقترحت دارسي نهجين للأعمال التجارية القائمة على الفنون وهما: الفنون التطبيقية باعتبارها أداة يمكن الاستعانة بها في بناء فريق عمل والتدريب على الاتصال وتنمية المهارات القيادية وحل المشكلات والابتكار؛ والفنون المتكاملة باعتبارها عملية إستراتيجية للتحول التنظيمي.

## المؤسسات التي تستخدم الفنون في التدريب والتنمية
يصف تيري ماكجرو، رئيس مجلس الإدارة والرئيس التنفيذي لمجموعة شركات ماكجرو هيل الإبداع بعبارة «التخطيط لأهداف العمل الكبرى» كما أنه قام بوضع تجارب شركته الناجحة باستخدام نظام التعلم القائم على الفنون في إطار إستراتيجي واسع يتلخص في «إطلاق العنان للإبداع» من خلال دمج الفنون في الأعمال.
يعتبر الإبداع أمرًا جوهريًا حيث إنه يمثل قلب الابتكار، والابتكار بمثابة المحرك الذي يدفع نحو النمو، وبالتالي تحقيق أهداف العمل الكبرى. ولهذا السبب، ولسنوات عدة، عكفت مجموعة شركات ماكجرو هيل على استخدام نظام التعلم القائم على الفنون كأداة تدريبية في العديد من المبادرات الرئيسية لتعلم المهارات القيادية وقد أسهمت الفنون كوسيلة مكملة لنُهج التعلم الأكثر تقليدية. كذلك، أسهمت تلك الوسائل في تغيير سلوكيات الموظفين من خلال السماح لهم بمواجهة الافتراضات في بيئة غير تقليدية وغير مخيفة. ولقد كانت نتائج استخدام التعلم والتدريب القائمين على الفنون إيجابيًا للغاية بالنسبة لمجموعة شركات ماكجرو هيل. ويعتبر التعلم القائم على الفنون جزءًا من إستراتيجية شاملة والتزامًا تأخذه الشركة على نفسها في ضرورة العمل على «إطلاق العنان» للإبداع 
—  
يعتقد كيث وود، رئيس شركة ليفر فابريدج أن مشاركة الموظفين تمثل الجزء الرئيسي من تطوير ودعم استمرارية الأعمال المبتكرة والإبداعية. فقد أسهمت العوامل الحفازة والأنشطة الفنية الداخلية التي يمارسونها وبرامج الإبداع في «جلب الفنانين والمؤسسات الفنية إلى مجال العمل وذلك لتحفيز وإلهام موظفينا وإكسابهم روح التحدي وإطلاق العنان لطاقاتهم الكامنة، على الصعيدين المهني والشخصي. في هذا التدريب، يأتي الفنانون والمؤسسات الفنية إلى مواقع العمل لمعالجة قضايا العمل المحددة، بدءًا من التفكير الابتكاري وحتى أساليب القيادة ومهارات الكتابة.»
في إطار استعراض فن الأعمال: اجعل كافة أنشطة عملك عملًا فنيًا (The Art of Business: Make All Your Work a Work of Art) (دافيس، 2005) علق توم بيترز قائلًا:

يزعم الكتاب عن ثقة أننا في طريقنا للدخول في اقتصاد سيقدر معنى الإصرار! وهي طريقة جديدة يمكننا من خلالها النظر إلى ابتكار القيم. فهم يطلقون عليه الانتقال من التركيز على «التدفق الاقتصادي» (المدخلات والمخرجات) إلى التركيز على «التدفق الفني.» وتضم الطبيعة المتغيرة للمشاريع، «العناصر الأربعة» للتفكير الجديد في الأعمال التجارية ما يلي: «انظر إلى نفسك كفنان.» و«انظر إلى عملك كعمل فني.» و«انظر إلى عملائك كجمهور.» و«انظر إلى منافسيك كمعلمين.»

## وصلات خارجية
- Article about arts-based training